# Maria di Gesù López de Rivas Martínez
Maria di Gesù López de Rivas Martínez (Tartanedo, 18 agosto 1560 – Toledo, 13 settembre 1640) è stata una religiosa carmelitana scalza spagnola, beatificata da papa Paolo VI nel 1976.

## Biografia
Nata a Tartanedo da una famiglia agiata, perse il padre all'età di quattro anni e si ritrovò erede di un cospicuo patrimonio. Nel 1577, vivente la riformatrice Teresa di Gesù, entrò nel monastero delle carmelitane scalze di Toledo.
Visse nel monastero di Toledo per il resto della sua vita, a eccezione di un breve periodo in cui partecipò alla fondazione di un carmelo teresiano a Cuerva. Inizialmente ricoprì mansioni umili, ma in seguito fu nominata maestra delle novizie e poi sottopriora.
Fu eletta priora, ma per le accuse avanzate contro di lei da una suora invidiosa, Suor Caterina dell'Ascensione, davanti al visitatore, nel 1600 fu deposta. Nel 1619, dopo diciannove anni di spietata e feroce persecuzione, Suor Caterina si riconciliò con Maria di Gesù e morì serenamente. Così a Maria di Gesù nel 1620 venne riconosciuta la sua innocenza e fu rieletta all'unanimità nel 1624.
Gli ultimi dieci anni della sua vita furono segnati dalla malattia: morì ottantenne nel 1640.

## Il culto
La causa della santa fu introdotta il 10 dicembre 1926: il 22 giugno 1972 papa Paolo VI riconobbe le sue virtù eroiche dichiarandola venerabile.
Alla sua intercessione venne attribuita la guarigione dalla tubercolosi renale di una ventenne spagnola di Totana, avvenuta nel 1917, e la guarigione di un bambino di tre mesi malato di idrocefalia secondaria, avvenuta nel 1915 a San Martín de Montalbán.
Fu proclamata beata da papa Paolo VI il 14 novembre 1976.
Il suo elogio si legge nel Martirologio romano al 13 settembre.